# Mauricio Salles
Mauricio Salles (Salvador, 1 maart 1978) is een Braziliaans voetballer.

## Carrière
Mauricio Salles speelde tussen 1997 en 2011 voor verschillende clubs, in Brazilië, Ecuador, Verenigde Staten, Japan en Koeweit. Hij tekende in 2012 bij Charlotte Eagles.